# Svitanok, Pereiaslav-Hmelnițki
Svitanok (în ucraineană Світанок) este o comună în raionul Pereiaslav-Hmelnițki, regiunea Kiev, Ucraina, formată numai din satul de reședință.

## Demografie
Componența lingvistică a comunei Svitanok
     Ucraineană (97,02%)
     Rusă (2,84%)
Conform recensământului din 2001, majoritatea populației comunei Svitanok era vorbitoare de ucraineană (97,02%), existând în minoritate și vorbitori de rusă (2,84%).